# Vatana fusca
Vatana fusca är en insektsart som först beskrevs av Irena Dworakowska 1994.  Vatana fusca ingår i släktet Vatana och familjen dvärgstritar. Inga underarter finns listade i Catalogue of Life.